# 伊丽莎白·本特利
伊丽莎白·特里尔·本特利（英語： 1908年1月1日—1963年12月3日）美国间谍、美国共产党党员。

## 生平
1938年至1945年曾为苏联服务。1945年背叛苏联，联系联邦调查局，报告了她的活动。她曾在众议院非美活动调查委员会上作证，参与指控80人从事间谍活动。

## 延伸阅读
- Kessler, Lauren. . HarperCollins. 2003. ISBN 0-06-018519-8.
- Josephson, Harold. . www.anb.org. 2000  [2021-04-11]. doi:10.1093/anb/9780198606697.article.0700019. （原始内容存档于2019-03-22） （英语）.